# Guadalupe, Santa María Chilchotla
Guadalupe är en ort i Mexiko.   Den ligger i kommunen Santa María Chilchotla och delstaten Oaxaca, i den sydöstra delen av landet, 280 km sydost om huvudstaden Mexico City. Guadalupe ligger 447 meter över havet och antalet invånare är 278.
Terrängen runt Guadalupe är bergig åt nordväst, men åt sydost är den kuperad. Runt Guadalupe är det ganska tätbefolkat, med 65 invånare per kvadratkilometer. Närmaste större samhälle är Huautla de Jiménez, 17,4 km sydväst om Guadalupe. I omgivningarna runt Guadalupe växer i huvudsak städsegrön lövskog.